# Эспиноса Крус, Марисоль
Марисоль Эспиноса Крус (исп. Marisol Espinoza Cruz; род. 30 июля 1967, Пьюра, Перу) — перуанский политик, вице-президент Перу в 2011—2016 годах. До 2011 года — член Конгресса Перу. Одержала победу на президентских выборах 2011 года в паре с кандидатом в президенты Ольянтой Умалой. Член Союза за Перу, затем Перуанской националистической партии.

## Биография
Окончила Университет Пьюры, где изучала журналистику; позднее получила степень магистра по экономике. Работала в местной прессе (газеты La Industria, El Tiempo), на телевидении (RBC Channel 11, América Televisión). В 2006 году была избрана в Конгресс от блока Союза за Перу и ПНП. С 2009 года — спикер парламентской фракции ПНП, в 2011 году была переизбрана в Конгресс. В 2010-11 годах участвовала в президентских выборах в качестве кандидата в вице-президенты при кандидате в президенты Ольянте Умале. В первом туре Умала набрал 31,681 % голосов и вышел во второй тур.